# Känguru-Verteidigung
|   | a | b | c | d | e | f | g | h |   |
| 8 |   |   |   |   |   |   |   |   | 8 |
| 7 |   |   |   |   |   |   |   |   | 7 |
| 6 |   |   |   |   |   |   |   |   | 6 |
| 5 |   |   |   |   |   |   |   |   | 5 |
| 4 |   |   |   |   |   |   |   |   | 4 |
| 3 |   |   |   |   |   |   |   |   | 3 |
| 2 |   |   |   |   |   |   |   |   | 2 |
| 1 |   |   |   |   |   |   |   |   | 1 |
|   | a | b | c | d | e | f | g | h |   |

Die Känguru-Verteidigung oder Keres-Verteidigung ist eine Schacheröffnung, die durch die Züge 1. d2–d4 e7–e6 2. c2–c4 Lf8–b4+ begonnen wird. Der Königsläufer wird hier mit einem hüpfenden Känguru verglichen.
Die Stammpartie zwischen Johann Jacob Löwenthal und Henry Thomas Buckle wurde in deren Wettkampf 1851 gespielt und endete nach 58 Zügen mit dem Sieg von Schwarz. Der Zug 2. … Lb4+ wurde hin und wieder vom estnischen Großmeister Paul Keres angewandt. Deshalb wird von den Verfechtern dieser Variante dafür der Name Keres-Verteidigung propagiert. In jüngerer Zeit wandten Tony Miles und vor allem der ukrainische Großmeister Vereslav Eingorn 2. … Lb4+ an.
Nach 2. … Lb4+ sind noch Zugumstellungen in andere Eröffnungen möglich. Weiß kann auf diesen schwarzen Zug mit 3. Sb1–c3, 3. Sb1–d2 oder 3. Lc1–d2 reagieren. Durch 3. Sb1–c3 Sg8–f6 entsteht die Nimzowitsch-Indische Verteidigung. Das Spiel geht durch f7–f5 in eine Holländische Verteidigung über.
Auf 3. Lc1–d2 nimmt Schwarz entweder die dazwischengestellte Figur oder spielt 3. … Dd8–e7, 3. … c7–c5 oder 3. … a7–a5. Danach Sg1–f3 und Sg8–f6 leitet jeweils in die Bogoljubow-Indische Verteidigung über. Eingorn bevorzugt 3. … a7–a5. Nach 3. … c7–c5 4. Ld2xb4 c5xb4 stellt Schwarz seine Zentralbauern auf schwarze Felder (d6 und e5). Falls Weiß d4–d5 zieht, erhält Schwarz dank des vorgerückten Bauern b4 auf c5 ein Feld für einen seiner Springer. Dieser Sc5 drückt von dort gegen e4 und kontrolliert den Damenflügel, auf dem Schwarz dann einen Raumvorteil erhält. In dieser somit erreichten Konstellation versuchte Weiß mittels a3 den Raumvorteil zu knacken und die a-Linie für seinen Turm zu öffnen.